# Monastero di San Benedetto (Catania)
 Il monastero di San Benedetto è un monastero di Catania, annesso all'omonima chiesa, fra i più caratteristici, posto all'inizio della barocca e settecentesca via dei Crociferi, che inizia proprio in questo luogo sotto l'arco di San Benedetto, fra i quartieri Terme della Rotonda e Basilica Collegiata-San Giuliano.

## Descrizione
Esso è diviso in due palazzi: la "Badia Grande" ad ovest e la "Badia Piccola" ad est, collegati proprio dall'arco (dove si trova il Museo arte contemporanea Sicilia), quest'ultimo costruito secondo la leggenda in una sola notte del 1704 per far accelerare i tempi al Senato Civico, in una città che doveva rialzarsi su dopo il rovinoso terremoto del Val di Noto del 1693 che la colpì. Il monastero è retto dalle suore benedettine del Santissimo Sacramento dell'Adorazione Perpetua.

## Storia
L'edificio esiste in questo sito dal 1355 e, dopo il terremoto del Val di Noto del 1693, fu ricostruito nell'attuale stile tardo-barocco.